# Monsteroideae
Monsteroideae, potporodica kozlačevki, dio reda Alismatales. Sastoji se od 12 rodova, od kojih je tipični monstera ili sobni filodendron.

## Rodovi
1. Tribus Heteropsideae Engl.
  1. Stenospermation Schott (55 spp.)
  2. Heteropsis Kunth (20 spp.)
2. Tribus Anadendreae Bogner & J. C. French
  1. Anadendrum Schott (15 spp.)
3. Tribus Monstereae Engl.
  1. Alloschemone Schott (2 spp.)
  2. Rhodospatha Poepp. & Endl. (34 spp.)
  3. Holochlamys Engl. (1 sp.)
  4. Spathiphyllum Schott (55 spp.)
  5. Rhaphidophora Hassk. (99 spp.)
  6. Scindapsus Schott (37 spp.)
  7. Monstera Adans. (62 spp.)
  8. Amydrium Schott (5 spp.)
  9. Epipremnum Schott (16 spp.)